# La Alamedilla
La Alamedilla est une commune de la province de Salamanque dans la communauté autonome de Castille-et-León en Espagne.